# Terrassa Futbol Club
Terrassa Futbol Club é um clube de futebol Espanhol situado em Terrassa (Barcelona). Fundado em 1906, actualmente joga na "Segunda División B" de Espanha. O nome o estádio é Estádio Olímpico de Terrassa com capacidade para 11,500 lugares, todos ele sentados.

## Troféus
- Copa Catalunya / Catalonia Cup: 4
  - 1925, 1936, 2002 and 2003.

## Temporadas
- 2004/2005: Segunda División 20th - Despromovido
- 2005/2006: Segunda División B 10th
- 2006/2007: Segunda División B 6th
- 2007/2008: Segunda División B

- 15 Temporadas na Segunda División
- 25 Temporadas na Segunda División B
- 33 Temporadas na Tercera División